# Marble Hill House
Erro Lua em Módulo:Coordenadas na linha 622: bad argument #1 to 'abs' (number expected, got nil).

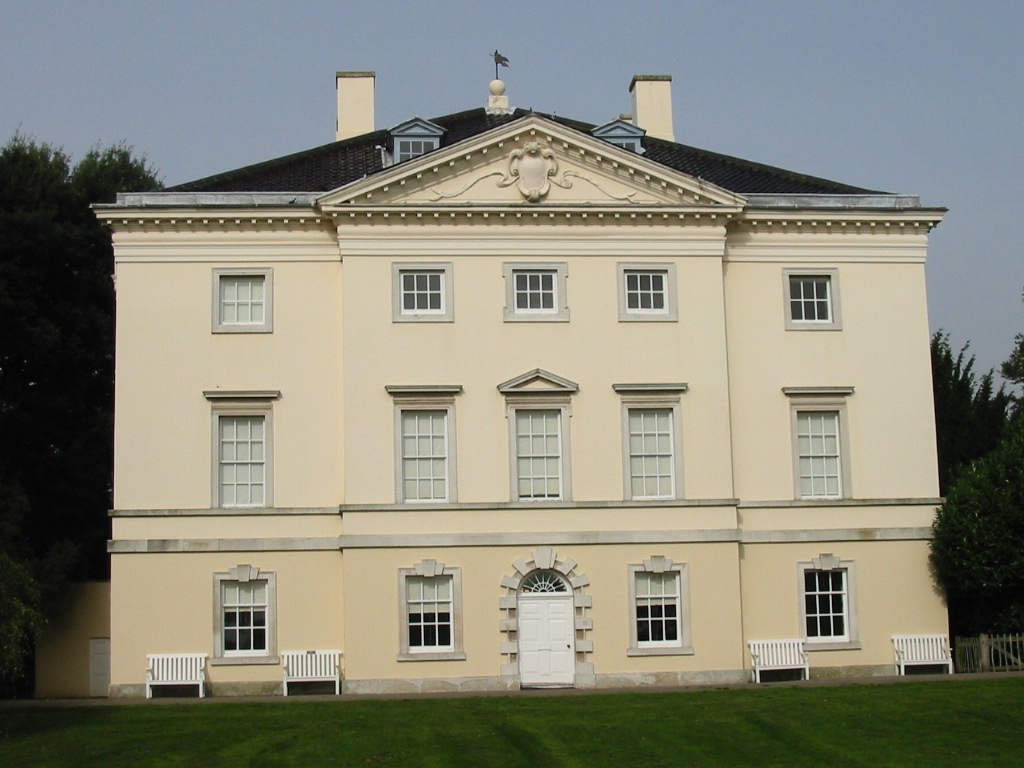
Fachada sul da Marble Hill House, voltada para o rio.

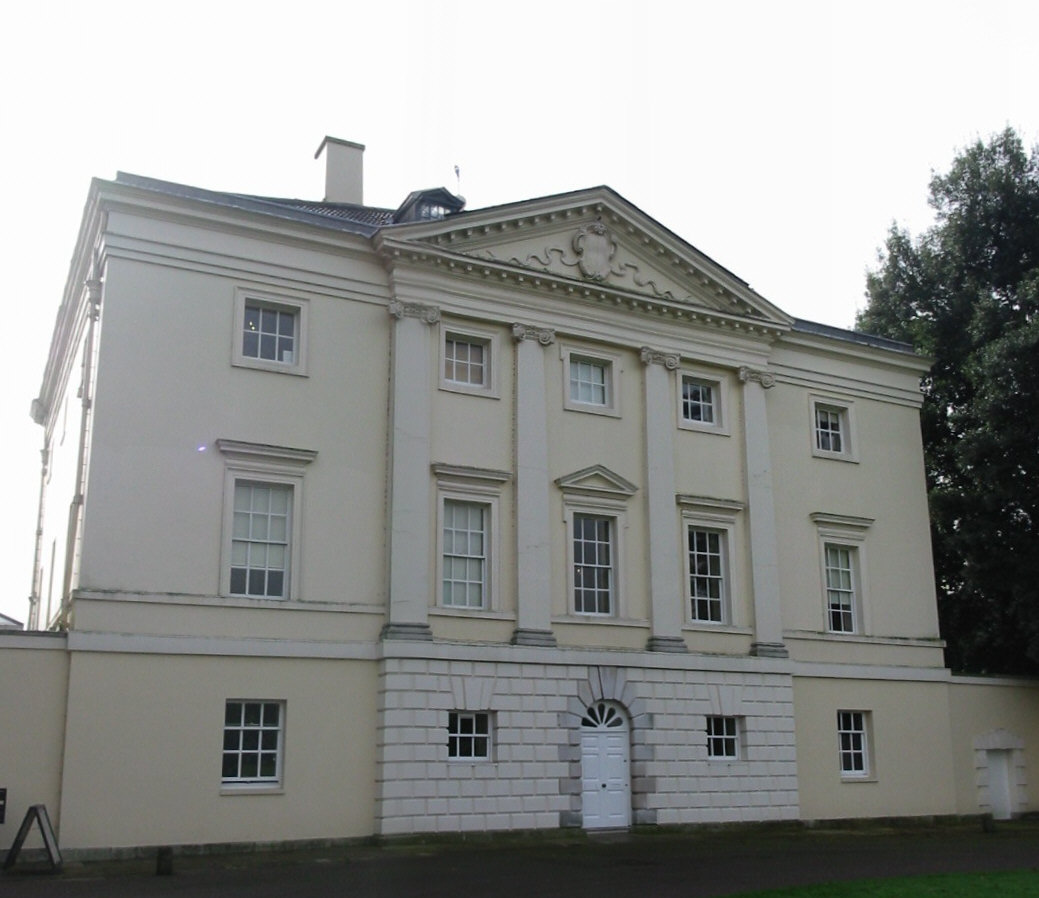
Fachada norte, voltada para a cidade.

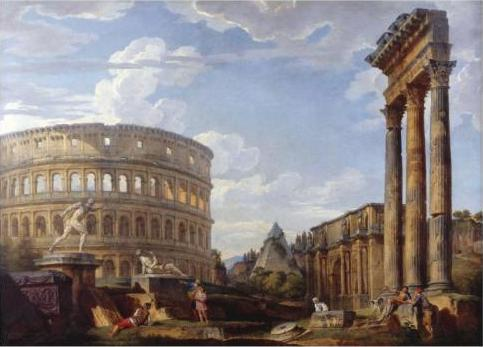
Um dos capricci de Giovanni Paolo Pannini.

Marble Hill House é um palácio palladiano situado nas margens do Rio Tâmisa, no sudoeste de Londres. Fica a meio caminho entre Richmond e Twickenham. O arquitecto foi Roger Morris (1695-1749), que colaborou com Henry Herbert, 9º Conde de Pembroke e 6º Conde de Montgomery, um dos "arquitectos condes", na adaptação dum desenho mais expansivo de Colen Campbell.
A Marble Hill House foi construída, entre 1724 e 1729, para Henrietta Howard, Condessa de Suffolk, a amante do Rei Jorge II. O palácio ergue-se num parque de 2,67 km² (66 acres), o Marble Hill Park. A Grande Sala tem cinco capricci arquitectónicos, pintados por Giovanni Paolo Pannini, e sumptuosa decoração dourada. A Marble Hill House também alberga uma colecção de mobiliário e pinturas do início da era georgiana, assim como a colecção de chinoiserie Lazenby Bequest.
Tanto Alexander Pope como Jonathan Swift passaram muitas horas felizes em Marble Hill como convidados de Henrietta Howard. Marble Hill House ficou amplamente conhecida através de gravuras; o seu plano compacto e elevações estritamente controladas, após o intervalo duma geração, forneceu um modelo padrão para as villas inglesas construídas ao longo do vale do Tâmisa e mais além, assim como um modelo para casas de plantações nas colónias americanas, onde tais casas eram "mansões".
Actualmente, o palácio pertence ao English Heritage, instituição que o adquiriu depois da abolição do Greater London Council, em 1986. Alguns dos elementos perdidos entretanto, também foram recuperados, entre os quais se conta o ciclo de pinturas de Giovanni Paolo Pannini com vistas da Roma Antiga (1738), que, actualmente, se encontra de novo no seu antigo lugar na Grande Sala.

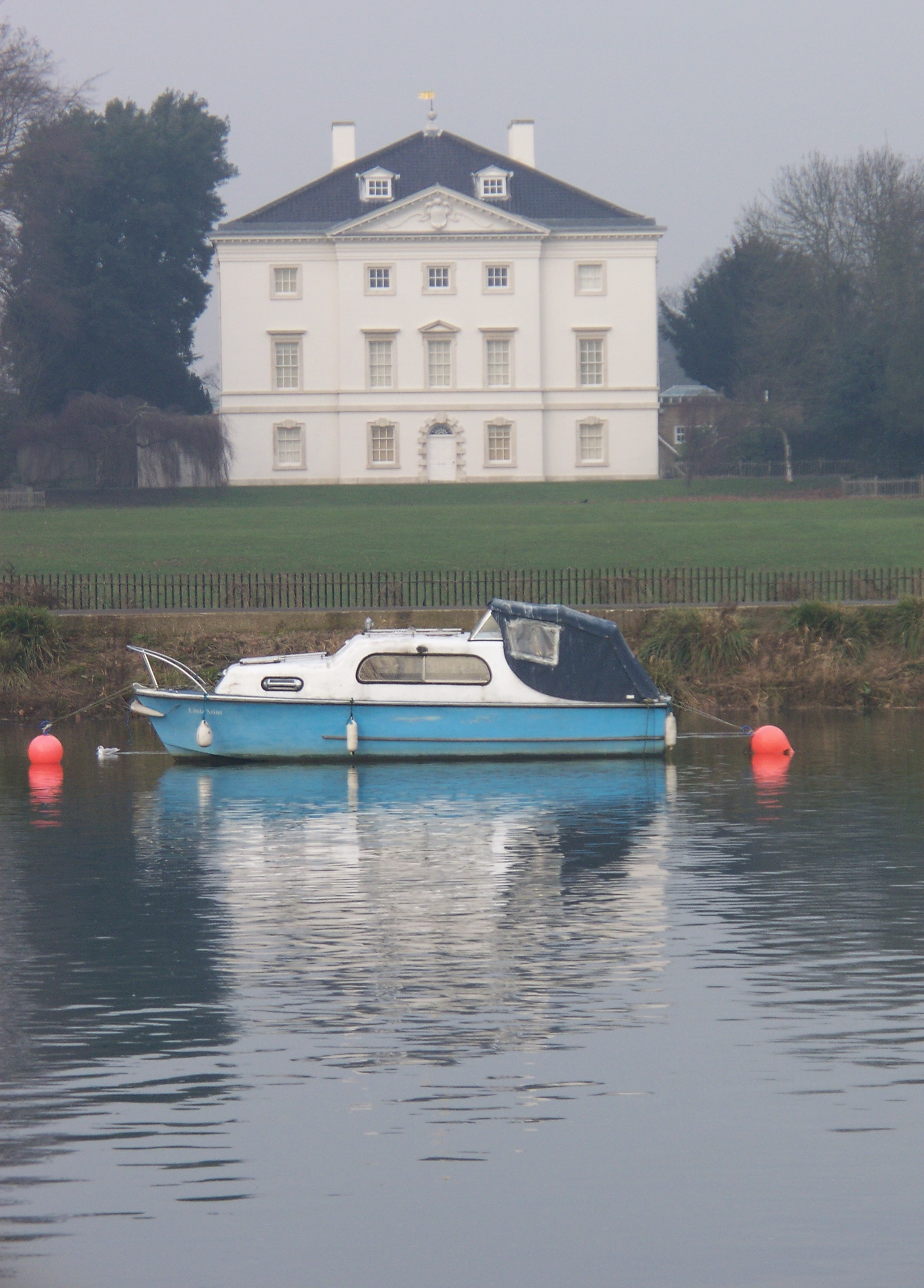
Marble Hill House vista do Tâmisa

O edifício, juntamente com os seus extensos campos, são conhecidos como Marble Hill Park e permitem muitas actividades modernas, incluindo um campo de cricket e redes, campos de ténis, campos de golfe e áreas de brincar para crianças.
O Hammerton's Ferry é um barco que faz a ligação fluvial entre os jardins deste palácio e Ham House, um outro palácio na margem oposta do rio.

## Literatura
- Greater London Council: Marble Hill House and Its Owners, Greater London Council (1970) ISBN 0-7168-0278-3
- Julius Bryant e Susannah Lawson (Hrsg.): Marble Hill, English Heritage (2005) ISBN 1-8507-4730-X